# Show tune

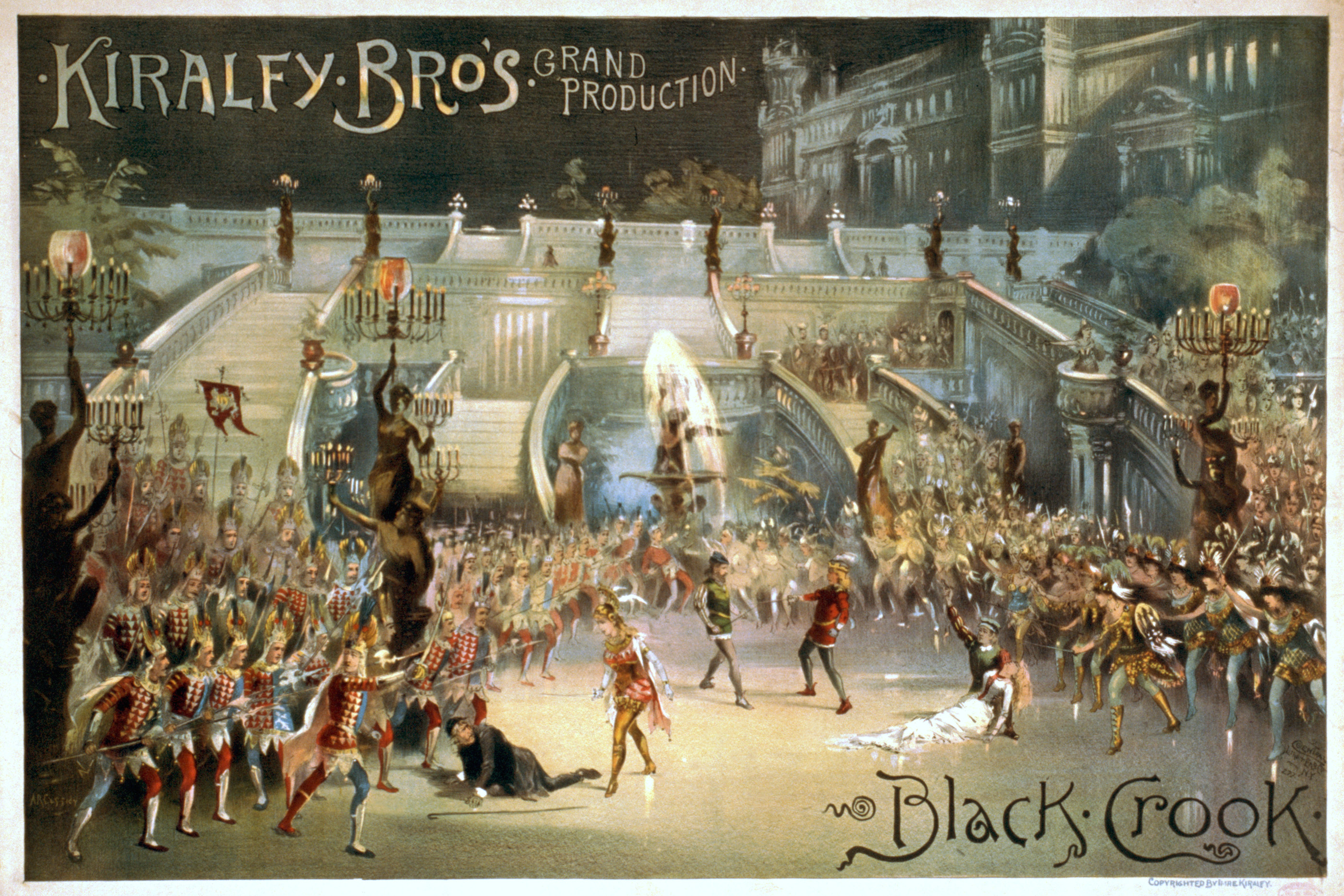
Афиша музыкального спектакля «Чёрный мошенник» (1866), который некоторые считают первым мюзиклом

Show tune (транскр. шоу-тьюн; с англ. — «песня, мелодия шоу») — песня, первоначально написанная как часть партитуры мюзикла или музыкального фильма, особенно если она в итоге становится музыкальным стандартом, более или менее отделённым в сознании большинства людей от первоначального контекста.
Хотя такие песни различаются по стилю, они, как правило, имеют общие черты — текст обычно вписывается в контекст истории, рассказываемой в оригинальном мюзикле, а их исполнение персонажами зачастую полезно для усиления и подчеркивания избранных моментов повествования. Особенно распространенной формой show tune являются песни «I Want», которые, как отметил композитор Стивен Шварц, имеют особые шансы остаться в истории за пределами породившего её шоу.
До эпохи рок-н-ролла и телевидения show tune были одним из крупнейших направлений популярной музыки; большинство хитов таких авторов песен, как Джером Керн, Коул Портер и Джордж Гершвин, изначально писались для их музыкальных постановок (даже в эпоху телевидения и рока нескольким сценическим мюзиклам удалось превратить свои заглавные песни в крупные хиты поп-музыки, чему иногда способствовали киноадаптации и выступления в жанре варьете). Хотя show tune больше не играют такой важной роли в популярной музыке, как в период своего расцвета, они по-прежнему пользуются популярностью, особенно среди нишевой аудитории. Show tune составляют непропорционально большую часть песен в большинстве изданий каталога «Великий американский песенник».
Обратное явление, когда уже популярные песни используются для формирования основы сценического мюзикла, известно как jukebox musical.

## Примеры
К числу мюзиклов, в которых были созданы особенно популярные show tune, относятся:
- Целуй меня, Кэт
- Гамильтон
- Вестсайдская история
- Отверженные
- Бриолин
- Остановите Землю — я сойду